# Massif d'Izki
Le massif d'Izki est situé dans la province de l'Alava, et dans une moindre mesure en Navarre et dans l'enclave de Treviño (Burgos), dans les Montagnes basques.

## Sommets
- San Kristobal, 1 057 m 42° 44′ 00″ nord, 2° 29′ 37″ ouest (Alava)
- Muela, 1 055 m 42° 40′ 18″ nord, 2° 25′ 50″ ouest (Alava)
- Peña del Santo, 1 037 m 42° 40′ 28″ nord, 2° 26′ 23″ ouest (Alava)
- Ipurtika, 1 027 m 42° 43′ 14″ nord, 2° 29′ 26″ ouest (Alava)
- San Justi, 1 024 m 42° 43′ 22″ nord, 2° 31′ 24″ ouest (Alava)
- La Balzarra, 1 005 m 42° 43′ 08″ nord, 2° 30′ 54″ ouest (Alava)
- Soila, 994 m 42° 41′ 28″ nord, 2° 25′ 04″ ouest (Alava)
- Peña de la Cruz, 982 m 42° 43′ 24″ nord, 2° 30′ 01″ ouest (Alava)
- Belabia, 971 m 42° 41′ 03″ nord, 2° 32′ 44″ ouest (Alava)
- Botondela, 948 m 42° 40′ 45″ nord, 2° 33′ 24″ ouest (Alava)
- Mantxibio, 937 m 42° 42′ 29″ nord, 2° 26′ 46″ ouest (Alava)
- Gustaldapa, 935 m 42° 42′ 52″ nord, 2° 25′ 51″ ouest (Alava)
- San Cristóbal, 882 m 42° 38′ 57″ nord, 2° 27′ 52″ ouest (Alava)
- Gaztelua, 867 m 42° 41′ 24″ nord, 2° 25′ 21″ ouest (Alava)
- Alto de La Tejera, 859 m 42° 43′ 12″ nord, 2° 28′ 06″ ouest (Alava)
- Espinal, 857 m 42° 42′ 54″ nord, 2° 33′ 23″ ouest (Alava)
- Cerro de la Torre, 855 m 42° 39′ 12″ nord, 2° 31′ 33″ ouest (Burgos)
- Redina, 839 m 42° 39′ 32″ nord, 2° 25′ 38″ ouest (entre l'Alava et la Navarre)
- Zurriaza, 835 m 42° 39′ 12″ nord, 2° 30′ 05″ ouest (Alava)
- Uriatxa, 834 m 42° 40′ 31″ nord, 2° 35′ 35″ ouest (Burgos)
- Mondaliendre, 826 m 42° 39′ 40″ nord, 2° 25′ 11″ ouest (entre l'Alava et la Navarre)
- Galzarra, 799 m 42° 38′ 42″ nord, 2° 30′ 40″ ouest (Alava)
- Montrigales, 769 m 42° 38′ 49″ nord, 2° 26′ 34″ ouest (Navarre)
- El Encinal, 753 m 42° 37′ 57″ nord, 2° 26′ 44″ ouest (Navarre)